# Jonas w Los Angeles
Jonas w Los Angeles (oryginalnie Jonas L.A.; obecna nazwa od drugiej serii, poprzednia: Jonas; wcześniej reklamowany jako J.O.N.A.S) – Disney Channel Original Series stworzony przez Michaela Curtisa (twórcy Filipa z przyszłości) i Rogera S.H. Schulmana, z udziałem amerykańskiego zespołu pop-rockowego Jonas Brothers. Zapowiedź serialu miała swoją premierę 23 grudnia 2008 roku na amerykańskim Disney Channel.
Odcinek pilotażowy był kręcony we wrześniu 2008 roku, a swoją premierę miał 2 maja 2009 roku. Serial zadebiutował na Disney Channel 2 maja 2009 roku, a już 25 kwietnia był dostępny na Disney Channel On Demand. W oczekiwaniu na premierę w Polsce, Disney Channel Polska od 27 września 2009 roku emitował trzy odcinkowy miniserial W pogoni za Jonas. Opowiadał on losy chłopaka i dziewczyny, którzy chcieli pojechać na koncert Jonas Brothers do Londynu. Polska premiera „Jonas” miała miejsce 10 października 2009 roku.
9 listopada 2009 roku zapowiedziano, że serial Jonas będzie miał swoją drugą serię. Jonas w Los Angeles to pierwszy serial Disney Channel od czasów Filipa z przyszłości, który nie jest kręcony przed żywą widownią oraz nie ma śmiechów w tle. Serial jest kręcony w New Jersey w Hollywood Center Studios.
W listopadzie 2010 roku ogłoszono, że serial zakończy swoją emisję po 2 sezonach.

## Fabuła
Beztroskie życie zespołu Jonas zostaje zniszczone, gdy słyszą, że muszą wrócić do szkoły. Dopiero teraz zasmakują zwykłego życia nastolatków. Jednak w szkole są znani i trudno im się oderwać od tłumu fanów. Trudno jest im powiązać życie gwiazdy z życiem nastolatka. Pomagają im jednak rodzina, stylistka Stella i Macy największa fanka zespołu. Serial też dużo opowiada o relacjach Joe i Stelli, którzy są w sobie zakochani, lecz boją się, że jeżeli im się nie uda mogą zepsuć swoją przyjaźń i zespół. W drugiej serii bracia Jonas i ich przyjaciółki, Stella i Macy, wyjeżdżają na wakacje do Los Angeles.

## Koncepcja
Seria TV zwana początkowo J.O.N.A.S (skrót od „Junior Operatives Networking As Spies”) miała śledzić losy młodocianych agentów rządu, którzy pod przykrywką grania koncertów wykonywali tajne misje, aby ocalić świat. W tym samym czasie musieli ukrywać ich podwójne życie przed młodszym bratem oraz mamą. Tymczasem Stella nieświadoma tego, co robią bracia, opisywała ich w magazynie dla nastolatków. Chelsea Staub powiedziała: „To będzie fajny serial, w którym pojawi się wiele zwrotów akcji, niespodziewanych i dziwnych dla bohaterów sytuacji”. Powiedziała również, że atmosfera serialu będzie utrzymana w stylu The Monkees oraz Pan i pani Smith. Będzie ciekawy przebieg akcji i nadal będzie to sitcom.
Pilotażowy odcinek J.O.N.A.S był nakręcony już w 2007 roku, jednak strajk scenarzystów w Stanach Zjednoczonych zahamował postęp nad serią. Zamiast tego Disney Channel sfilmował minireality-show Jonas Brothers: Spełnione marzenia, który śledził działania braci Jonas na koncertach. Parę tygodni później, 20 czerwca 2008 roku miał swoją premierę film Camp Rock, w którym bracia zagrali członków fikcyjnego zespołu „Connect Three”. Jonas Brothers wystąpili również w Jonas Brothers: Koncert 3D. Projekt braci szpiegów był bardzo wielki, ale zaczęto się nim mniej interesować. Po roku zaczęto ponownie rozważać plan zrealizowania serialu z udziałem Jonas Brothers, jednak postanowiono zmienić tytuł oraz fabułę serii. Obsadę pozostawiono bez zmian.

## Bohaterowie/Obsada

### Główni
- Kevin Jonas jako Kevin – Jest najstarszym z braci Jonas. Często miewa zwariowane i nie do zrealizowania pomyły, jednak zdarzają się też bardzo mądre. Kiedy kłamie, jego głos staje się bardzo wysoki. Posiada ruchomy stelaż na swoje ulubione gitary. Śpiewa chórki w zespole Jonas, raz śpiewał główny wokal oraz był głównym gitarzystą. W jednym odcinku zakochał się w dziewczynie, którą poznał w Skandynawii. Nie wyszło im, ponieważ dziewczyna podczas wizyty w USA bardzo się zmieniła.
- Joe Jonas jako Joe – Jest znany jako wokalista zespołu Jonas. On i Stella wiedzą, że są w sobie zakochani, jednak nie chcą ze sobą być, aby nie zniszczyć ich przyjaźni. Jednak Joe zawsze próbuje spędzać swój czas ze Stellą. W odcinku „Double Date” zaczynają spotykać się. Śpiewa główny wokal, gra na keyboardzie i na gitarze w zespole Jonas. Zawsze nosi ze sobą swój szczęśliwy ołówek z pandą.
- Nick Jonas jako Nick – Najspokojniejszy i najmłodszy członek zespołu. Często nie wychodzi mu z dziewczynami, jego związki są bardzo krótkie. Jest bardzo poważny, czasami traci cierpliwość, ze względu na zachowanie Kevina. Jest autorem wszystkich piosenek zespołu Jonas, śpiewa partie głównego wokalu, gra na bębnach, pianinie i gitarze. Kiedy był dzieckiem rzadko się uśmiechał. Jak później stwierdził, czekał, aż wyrosną mu zęby. Lubi piec ciasteczka.
- Chelsea Staub jako Stella Malone – Jest stylistką braci. Od dzieciństwa się z nimi przyjaźni. Jej najlepszą przyjaciółką jest Macy. Ona i Joe wiedzą, że są w sobie zakochani, jednak nie chcą ze sobą chodzić, by nie zniszczyć ich przyjaźni, gdyby ze sobą zerwali. W odcinku „Double Date” zaczynają w końcu ze sobą chodzić. Stworzyła urządzenie zwane StellaVator, którego używają bracia. Jest uzależniona od sms-owania.
- Nicole Anderson jako Macy Misa – przyjaciółka Jonasów i Stelli oraz przewodnicząca ich fan clubu. Lubi sporty, nawet gra w różnych drużynach jej szkoły. Pracuje też w sklepie charytatywnym „Misa’s Pieces” jej mamy. Macy jest straszną piosenkarką, jednak mimo tego nie przestaje śpiewać.
- John Ducey jako Tom – Ojciec Kevina, Joego, Nicka i Frankiego, również menadżer zespołu Jonas. Łatwo się denerwuje, gdy chłopakom wychodzi coś nie tak. Gdy ma wolny czas, spędza go z najmłodszym z braci.

### Drugoplanowi z sezonu 1 i 2
- Frankie Jonas jako Frankie – najmłodszy ze sławnych braci. Jego przyjacielem jest Big Man.
- Robert Feggans jako Big Man/Big Rob – ochroniarz braci i najlepszy przyjaciel Frankiego.
- John Ducey jako Tom – Ojciec Kevina, Joego, Nicka i Frankiego, również menadżer zespołu Jonas. Łatwo się denerwuje, gdy chłopakom wychodzi coś nie tak. Gdy ma wolny czas, spędza go z najmłodszym z braci.

### Drugoplanowi i epizodyczni z sezonu 1
- Chuck Hittinger jako Van Dike Tosh – chłopak Stelli, w 1. serii. Zawsze Joe chce zaprzeczyć miłości. Chodzi z Jonasami, Stellą i Macy do szkoły.
- Rebecca Creskoff jako Sandy Lucas – matka Joego, Kevina, Nicka i Frankiego. Jest spokojna i opanowana. Świetnie gotuje.
- Tangelina Rouse jako pani Snaurcks – pani nauczycielka od biologii głównych bohaterów. Jest wielką fanką Jonasów, poprzez co oni mają „taryfę ulgową”.
- Nate Hartley jako Carl Souster – kumpel Joego, który przyjeżdża do braci.
- Rif Hutton jako Malcolm Maquele – szef wytwórni płytowej braci.
- Sara Paxton jako Tiffany Scarlett (Phione Ski) – aktorka, zakochana w Joem. Na nim chce poprawić swój wizerunek. Ma fotografa, który po rozmowie z Macy przestaje z nią pracować.
- Bridgit Mendler jako Pennie – dziewczyna ze szkoły braci. Nick napisał dla niej piosenkę, a później razem ją nagrali.
- Scheana Marie Jancan jako Maria – dziewczyna, która rozwozi pizzę.
- Mariah Buzolin jako Angie – dziewczyna ze szkoły braci. Joe zapisał się dla niej do orkiestry szkolnej, ponieważ się w niej kochał.
- Madison Riley jako Anya – była dziewczyna Kevina, pochodzi ze Skandynawii. Kevin zerwał z nią, bo podczas wizyty w USA zmieniła się na niekorzyść.

### Drugoplanowi i epizodyczni z sezonu 2
- Adam Hicks jako Dennis Zimmer – pojawia się w drugim sezonie. Jest sąsiadem braci Jonas. Lekko zwariowany.Wszyscy mówią na niego DZ.
- Debi Mazar jako Mona Klein – reżyserka filmu „Forever April”, gdzie gra Joe. Po każdej rozmowie on się czuje lepiej.
- Emma Roberts jako ona sama – wystąpiła gościnnie w odcinku Domowa impreza.
- Abby Pirvonas jako Vanessa Paige – jest znaną aktorką Hollywood, która pojawia się w show dla nastolatków Malibu High. Zajmuje się filmem Forever April, w którym gra ducha imieniem April. Jest dziewczyną Joego.
- Emily Osment jako ona sama – wystąpiła gościnnie w odcinku Wycieczka na Statku, bierze udział w konkursie Davida Henrie’go o udział w jego programie telewizyjnym.
- David Henrie jako on sam – wystąpił gościnnie w odcinkach Wycieczka na Statku i Wywiad w Radiu, prowadził konkurs do udziału w jego własnym programie telewizyjnym.

### Tabela częściej pojawiających się postaci
- Ta tabela przedstawia postaci, które pojawiły się w serialu więcej niż jeden raz

| Postać        | Grany/a przez    | Ilość występów | Pierwszy występ        |
| ------------- | ---------------- | -------------- | ---------------------- |
| Sandy Lucas   | Rebecca Creskoff | 4              | „Groovy Movies”        |
| Frankie Lucas | Frankie Jonas    | 9              | „Groovy Movies”        |
| The Big Man   | Robert Feggans   | 5              | „Keeping It Real”      |
| Van Dyke Tosh | Chuck Hittinger  | 3              | „Fashion Victim”       |
| Pani Snark    | Tangelina Rouse  | 2              | „The Three Musketeers” |

## Odcinki
| Seria | Odcinki | Premiera serii  | Finał serii         | Premiera serii       | Finał serii      |
| ----- | ------- | --------------- | ------------------- | -------------------- | ---------------- |
| 1     | 21      | 2 maja 2009     | 14 marca 2010       | 10 października 2009 | 21 sierpnia 2010 |
| 2     | 13      | 20 czerwca 2010 | 3 października 2010 | 18 września 2010     | 14 lutego 2011   |

## Nagrody
Serial Jonas nominowany był do różnych nagród. Oto niektóre z nich.
| Rok  | Nagroda            | Kategoria                                 | Dla            | Rezultat  |
| ---- | ------------------ | ----------------------------------------- | -------------- | --------- |
| 2009 | Teen Choice Awards | Nagroda TV: Nastoletni Show               | Jonas          | Wygrana   |
| 2009 | Teen Choice Awards | Nagroda TV: Najlepsza nastoletnia aktorka | Chelsea Staub  | Nominacja |
| 2009 | Teen Choice Awards | Nagroda TV: Najlepszy nastoletni aktor    | Frankie Jonas  | Wygrana   |
| 2009 | Teen Choice Awards | Nagroda TV: Najlepsi aktorzy komediowi    | Jonas Brothers | Wygrana   |

## Media

### Wydania DVD
| Nazwa | Zawarte Epizody                       | Data wydania – USA | Data wydania – Polska | Dodatki DVD                               |
| --- | ------------------------------------- | ------------------ | --------------------- | ----------------------------------------- |
| Jonas: Kompletna seria pierwsza | Wszystkie 21 epizodów serii pierwszej | Brak danych        | 7 maja 2010           | „You’ve Just Been JoBro’d”, wpadki i gagi |
| Na tym wydaniu pojawiło się sześć dotąd niewidzianych na Disney Channel Polska odcinków. Są to: Karaoke Surprise, Home Not Alone, Forgetting Stella’s Birthday, Double Date, Beauty and the Beat oraz Exam Jam. |                                       |                    |                       |                                           |

Kompletna seria pierwsza została także wydany 20 maja 2010 roku w Niemczech.

### Gra wideo
Disney Interactive Studios 10 listopada wydało grę wideo na Nintendo DS opartą na serialu.

## Muzyka

### Seria 1

#### Lista utworów
Soundtrack pierwszego sezonu jak dotąd się nie ukazał, jednakże pełna wersja piosenki Give Love a Try ukazała się na płycie Radio Disney Jams, Vol. 12.
| Lp. | Tytuł                               | Odcinek                                                     | Wykonawcy              |
| --- | ----------------------------------- | ----------------------------------------------------------- | ---------------------- |
| 1   | „Give Love a Try”                   | „Wrong Song”, „Karaoke Surprise” oraz „Exam Jam”            | Nick Jonas & Joe Jonas |
| 2   | „Pizza Girl”                        | „Pizza Girl”                                                | Jonas Brothers         |
| 3   | „Keep It Real”                      | „Keeping It Real” oraz „Exam Jam”                           | Jonas Brothers         |
| 4   | „We Got To Work It Out”             | „Band’s Best Friend”, „Beauty and the Beat” oraz „Exam Jam” | Jonas Brothers         |
| 5   | „Tell Me Why”                       | „Fashion Victim”, „Detention” oraz „The Three Musketeers”   | Joe Jonas              |
| 6   | „Blue Danube” (wersja rock’owa)     | „That Ding You Do”                                          | Jonas Brothers         |
| 7   | „Love Sick”                         | „Love Sick” oraz „Exam Jam”                                 | Jonas Brothers         |
| 8   | „Time Is On Our Side”               | „Stella’s Birthday” oraz „Exam Jam”                         | Jonas Brothers         |
| 9   | „Scandinavia”                       | „Cold Shoulder” oraz „Exam Jam”                             | Kevin Jonas            |
| 10  | „Live to Party (Piosenka tytułowa)” | Wszystkie odcinki                                           | Jonas Brothers         |

### Seria 2

#### Lista utworów
| Lp. | Tytuł                           | Odcinek                      |                | Nick Jonas |
| 5   | „Hey You”                       | „America’s Sweethearts”      | Jonas Brothers |            |
| 6   | „Things Will Never Be the Same” | „Up In The Air”              | Joe Jonas      |            |
| 7   | „Fall”                          | „Back To The Beach”          | Jonas Brothers |            |
| 8   | „Summer Rain”                   | „On the Radio”               | Joe Jonas      |            |
| 9   | „Drive”                         | „Direct To Video”            | Nick Jonas     |            |
| 10  | „Invisible”                     | „And...Action”               | Jonas Brothers |            |
| 11  | „Make It Right”                 | „Date Expectations”          | Joe Jonas      |            |
| 12  | „Chillin’ in the Summertime”    | „A Wasabi Story”             | Jonas Brothers |            |
| 13  | „Set This Party Off”            | „House Party” i „The Secret” | Jonas Brothers |            |

### Ciekawostki
W sezonie 2 piosenkę tytułową „Live to Party” dodatkowo śpiewają Chelsea Staub i Nicole Anderson.

## Wersja polska
Wersja polska: SDI Media Polska

Reżyseria: Waldemar Modestowicz

Tekst polski:
- Tomasz Robaczewski (odc. 1-10, 24-31)
- Krzysztof Pieszak (odc. 11-23, 32-34)

Udział wzięli:
- Jakub Tolak – Kevin Jonas
- Marcin Mroziński – Joe Jonas
- Marcin Hycnar – Nick Jonas
- Joanna Pach – Macy Missa
- Agnieszka Judycka – Stella Malone
- Wit Apostolakis-Gluziński – Frankie Jonas
- Miłogost Reczek – Tom Jonas
- Magdalena Warzecha – Sandy Jonas
- Krzysztof Szczerbiński – Randolph
- Grzegorz Drojewski – Carl
- Julia Kołakowska – Angelina
- Waldemar Barwiński – pan Phelps
- Joanna Jeżewska –
  - Pani Snart
  - Mona Klein
- Paweł Szczesny – Malcolm Meckle
- Katarzyna Łaska – Fiona Skye
- Aleksandra Rojewska – Abby
- Zbigniew Konopka – pan Smetzer
- Milena Suszyńska – Penny
- Paweł Ciołkosz
  - Van Dyke Tosh
  - DZ (odc. 22-25)
- Monika Kwiatkowska – Lisa Stone (odc. 22-34)
- Artur Janusiak – Big Rob
- Katarzyna Tatarak – Vanessa Paige
- Piotr Bajtlik – Ben
- Maria Steciuk – Kiara
- Jan Wachnik
- Magdalena Krylik
- Kajetan Tomicki
- Pola Odrobińska
- Andrzej Chudy
- Katarzyna Pysiak
- Dominika Sell
- Andrzej Blumenfeld
- Jakub Szydłowski
- Monika Węgiel
- Kajetan Lewandowski
- Wojciech Paszkowski
- Olga Omeljaniec
- Grzegorz Pawlak
- Zbigniew Suszyński
- Artur Kaczmarski
- Tomasz Kozłowicz

i inni
Piosenkę w odcinku 9 śpiewał: Marcin Hycnar

## Międzynarodowa emisja
| Państwo / Region      | Stacja                                      | Premiera                                                |
| --------------------- | ------------------------------------------- | ------------------------------------------------------- |
| Stany Zjednoczone     | Disney Channel USA                          | 2 maja 2009                                             |
| Kanada                | Family Channel                              | 12 czerwca 2009                                         |
| Wielka Brytania       | Disney Channel UK                           | 15 czerwca 2009 (Zapowiedź) 11 września 2009 (Premiera) |
| Irlandia              | Disney Channel UK                           | 15 czerwca 2009 (Zapowiedź) 11 września 2009 (Premiera) |
| Australia             | Disney Channel Australia & Nowa Zelandia    | 15 czerwca 2009                                         |
| Nowa Zelandia         | Disney Channel Australia & Nowa Zelandia    | 15 czerwca 2009                                         |
| Argentyna             | Disney Channel Ameryka Łacińska             | 12 lipca 2009 (Zapowiedź) 17 lipca 2009 (Premiera)      |
| Chile                 | Disney Channel Ameryka Łacińska             | 12 lipca 2009 (Zapowiedź) 17 lipca 2009 (Premiera)      |
| Peru                  | Disney Channel Ameryka Łacińska             | 12 lipca 2009 (Zapowiedź) 17 lipca 2009 (Premiera)      |
| Meksyk                | Disney Channel Ameryka Łacińska             | 12 lipca 2009 (Zapowiedź) 20 lipca 2009 (Premiera)      |
| Kolumbia              | Disney Channel Ameryka Łacińska             | 12 lipca 2009 (Zapowiedź) 20 lipca 2009 (Premiera)      |
| Wenezuela             | Disney Channel Ameryka Łacińska             | 12 lipca 2009 (Zapowiedź) 20 lipca 2009 (Premiera)      |
| Brazylia              | Disney Channel Ameryka Łacińska             | 12 lipca 2009 (Zapowiedź) 20 lipca 2009 (Premiera)      |
| Paragwaj              | Disney Channel Ameryka Łacińska             | 18 września 2009                                        |
| Włochy                | Disney Channel Włochy                       | 18 września 2009                                        |
| Węgry                 | Disney Channel                              | 19 września 2009                                        |
| Słowacja              | Disney Channel                              | 31 października                                         |
| Czechy                | Disney Channel                              | 31 października                                         |
| Rumunia               | Disney Channel Rumunia                      | 19 września 2009                                        |
| Bułgaria              | Disney Channel Bułgaria                     | 19 września 2009                                        |
| Bułgaria              | BNT 1                                       | 22 sierpnia 2009                                        |
| Liga Państw Arabskich | Disney Channel Środkowy Wschód              | 10 października 2009                                    |
| Izrael                | Disney Channel Izrael                       | 9 września 2009                                         |
| Dania                 | Disney Channel Skandynawia                  | 2 października 2009                                     |
| Szwecja               | Disney Channel Skandynawia                  | 2 października 2009                                     |
| Norwegia              | Disney Channel Skandynawia                  | 2 października 2009                                     |
| Finlandia             | Disney Channel Skandynawia                  | 2 października 2009                                     |
| Holandia              | Disney Channel (Benelux)                    | 3 października 2009                                     |
| Belgia                | Disney Channel (Benelux)                    | 1 listopada 2009                                        |
| Niemcy                | Disney Channel Niemcy                       | 16 października 2009                                    |
| Niemcy                | Super RTL                                   | 28 kwietnia 2010                                        |
| Grecja                | Disney Channel Grecja                       | 7 listopada 2009                                        |
| Grecja                | ERT                                         | 3 lutego 2010                                           |
| Francja               | Disney Channel Francja                      | 9 września 2009                                         |
| Francja               | NRJ 12                                      | 2010                                                    |
| Indie                 | Disney Channel Indie                        | 30 listopada 2009                                       |
| Pakistan              | Disney Channel Azja                         | 9 sierpnia 2009                                         |
| Sri Lanka             | Disney Channel Azja                         | 9 sierpnia 2009                                         |
| Filipiny              | Disney Channel Azja                         | 9 sierpnia 2009                                         |
| Bangladesz            | Disney Channel Azja                         | 9 sierpnia 2009                                         |
| Brunei                | Disney Channel Azja                         | 9 sierpnia 2009                                         |
| Hongkong              | Disney Channel Azja                         | 9 sierpnia 2009                                         |
| Korea Południowa      | Disney Channel Azja                         | 9 sierpnia 2009                                         |
| Malezja               | Disney Channel Azja                         | 9 sierpnia 2009                                         |
| Singapur              | Disney Channel Azja                         | 9 sierpnia 2009                                         |
| Tajlandia             | Disney Channel Azja                         | 9 sierpnia 2009                                         |
| Wietnam               | Disney Channel Azja                         | 9 sierpnia 2009                                         |
| Turcja                | Disney Channel Turcja                       | 10 października 2009                                    |
| Polska                | Disney Channel Polska                       | 10 października 2009                                    |
| Portugalia            | Disney Channel Portugalia                   | 13 września 2009                                        |
| Japonia               | Disney Channel Japonia                      | 13 września 2009 (Zapowiedź) 20 września (Premiera)     |
| Hiszpania             | Disney Channel Hiszpania                    | 29 sierpnia 2009                                        |
| Południowa Afryka     | Disney Channel Republika Południowej Afryki | 10 października 2009                                    |
| Rosja                 | Disney Channel Rosja                        | 1 marca 2010                                            |

## Ciekawostki
- Serial w większości kręcony był w New Jersey, ale także w Los Angeles.
- Dom, w którym mieszkają bracia Jonas w pierwszej serii to stara remiza strażacka.
- W drugim odcinku pierwszego sezonu pojawiają się nagrania wideo bohaterów serialu. W rzeczywistości są to prawdziwe nagrania braci Jonas[13].